# Elytraria maritima
Elytraria maritima là một loài thực vật có hoa trong họ Ô rô. Loài này được John Kenneth Morton mô tả khoa học đầu tiên năm 1956.

## Phân bố
Loài bản địa Ghana và Bờ Biển Ngà.